# La voce degli spiriti eroici
La voce degli spiriti eroici è un racconto lungo del 1966 dello scrittore giapponese Yukio Mishima. L'opera è la terza parte di una trilogia che comprende i precedenti testi Patriottismo e Crisantemi del decimo giorno.

## Trama
Prendendo parte ad una seduta spiritica Mishima ha l'occasione di ascoltare le voci degli spiriti dei giovani ufficiali dell'Esercito imperiale giapponese che presero parte al fallito colpo di Stato del 26 febbraio del 1936, che aveva lo scopo di restaurare l'autorità assoluta dell'Imperatore e che fu stroncato nel sangue. Viene inoltre in contatto con gli spiriti dei kamikaze, i piloti giapponesi che sacrificarono la propria vita durante la seconda guerra mondiale nel tentativo di fermare l'avanzata delle truppe alleate verso il Giappone.
Si tratta di due degli episodi della storia giapponese che più avevano colpito la sensibilità dell'autore, e il racconto gli offre l'occasione di esaltare la purezza degli ideali e il patriottismo di questi giovani eroi. 
I contenuti del libro prefigurano in qualche modo la decisione di terminare la propria vita con il seppuku, scelta che Mishima metterà in atto dopo pochi anni.

## Edizioni italiane
- La voce degli spiriti eroici, Introduzione, trad. e cura di Lydia Origlia, con uno scritto di Diane de Margerie, Collana Piccola Enciclopedia n.125, Milano, SE, luglio 1998,  pp. 92, ISBN 88-7710-397-3. -